# Papendorf (Rostock járás)
Papendorf település Németországban, Mecklenburg-Elő-Pomeránia tartományban. Lakosainak száma 2488 fő (2023. december 31.). Papendorf Rostock, Dummerstorf, Pölchow, Ziesendorf, Stäbelow és Kritzmow községekkel határos.

## Népesség
A település népességének változása:
| Lakosok száma | 2555 | 2531 | 2520 | 2525 | 2488 |
|               | 2017 | 2019 | 2021 | 2022 | 2023 |